# ریکاردو روسالس (بازیکن فوتبال)
ریکاردو روسالس (انگلیسی: Ricardo Rosales؛ زادهٔ ۶ ژوئن ۱۹۹۳) بازیکن فوتبال اهل آرژانتین است.